# Municipio Tlatlaya
Koordinaten: 18° 36′ N, 100° 12′ W
Tlatlaya ist ein Municipio im mexikanischen Bundesstaat México. Das Municipio hatte beim Zensus 2010 32997 Einwohner, die Fläche beläuft sich auf 798,92 km². Der Sitz der Gemeinde ist das gleichnamige Tlatlaya, die größten der 165 Orte des Municipios sind hingegen San Pedro Limón und Santa Ana Zicatecoyan.

## Geographie
Tlatlaya liegt im äußersten Südwesten des Bundesstaates México, etwa 120 km südwestlich von Toluca de Lerdo auf einer Höhe von 300 m bis 2400 m.
Das Municipio Tlatlaya grenzt ans Municipio Amatepec, sowie an den Bundesstaat Guerrero.